# Баєв Кирило Андрійович
Кири́ло Андрі́йович Ба́єв, позивний «Баян» (нар. 14 червня 2001, Харків, Україна — пом. 14 січня 2023, поблизу міста Соледар, Бахмутський район, Донецька область, Україна) — український спортсмен і військовослужбовець. Єдиноборець, чемпіон України з козацького двобою, переможець кубку світу та призер чемпіонатів світу та України з хортингу. Учасник російсько-української війни, доброволець спецпідрозділу «Kraken».

## Життєпис
Народився 14 червня 2001 року в місті Харків, проживав у районі ХТЗ. Навчався в харківській середній школі № 119, після чого вступив на факультет фізичного виховання і спорту Харківського педагогічного університету імені Григорія Сковороди.
З раннього віку захоплювався спортом, зокрема силовою боротьбою. Займався єдиноборствами, яким присвятив найбільшу частину своєї спортивної кар'єри. Протягом 2011—2015 років займався боротьбою дзюдо у спортивному клубі «Слобожанець», а протягом 2015—2018 років займався ММА. Був багаторазовим чемпіоном Харківської області з козацького двобою, чемпіоном України з козацького двобою (Суми), володарем кубку світу з козацького двобою (Одеса) та призером чемпіонату світу, призером чемпіонату України з хортингу (Запоріжжя). У 2016 році став кандидатом у майстри спорту з козацького двобою.
Згодом долучився до фанатської трибуни харківського футбольного клубу «Металіст».
У 2023 році мав захищати диплом бакалавра, але після початку повномасштабного вторгнення Росії до України відклав навчання та разом зі своїми одноклубниками вступив до лав підрозділу, згодом відомий як підрозділ Головного управління розвідки Міністерства оборони України «Kraken». Брав участь у боях за визволення Балаклії та Куп'янська-Вузлового.
Загинув 14 січня 2023 року під час виконання бойового завдання, потрапивши в засідку поблизу міста Соледар Бахмутського району в Донецькій області. Попри поранення, яких зазнав, ліквідував ворожу кулементну точку, давши змогу евакуювати поранених.

## Увічнення пам'яті
У лютому 2023 року виконавець Тоні Браско присвятив Кирилові Баєву пісню під назвою «Скільки». Кирило Баєв також згадується в пісні «Шокало» харківського реп-гурту Nord Division, весь склад якого воює в спецпідрозділі «Kraken».
29 серпня 2023 року відкрито меморіальну дошку на будівлі школи, в якій навчався Кирило.
Наприкінці лютого 2023 року в київському Палаці спорту відбувся «Матч Пам'яті» полеглих воїнів за свободу України, які за життя відзначилися участю в різних футбольних уболівальницьких рухах країни. Матч відбувся між хокейними командами «Кременчук» і «Сокіл», що грали під звичними номерами, але з позивними загиблих військовиків на російсько-українській війні. Київський «Сокіл» вийшов у синьо-білих джерсі, які мали елементи пікселя, а «Кременчук» — червоно-чорних з вишиванкою. Окрім того, на рукавах джерсі були шеврони фанатських угрупувань. Ім'я Кирила Баєва тримав 73-й номер кременчуцького клубу.
У майбутньому символічні джерсі планується виставити на аукціон, а кошти з реалізації підуть на підтримку родин полеглих захисників України.

## Нагороди
- Медаль «30 років розвідці України».
- Відзнака ГУР МО України «За мужність при виконанні спецзавдань».
- Орден «За мужність» ІІІ ступеня (посмертно).
- Медаль «За оборону міста-героя Харків» (посмертно).